# ميشيل ديلون
ميشيل ديلون (بالإنجليزية: Michelle Dillon) هي تريثلت أسترالية، ولدت في 24 مايو 1973 في ويمبلي في المملكة المتحدة.

## وصلات خارجية
- ميشيل ديلون على موقع الاتحاد الدولي لألعاب القوى (الإنجليزية)
- ميشيل ديلون على موقع النتائج التاريخية لألعاب القوى الأسترالية (الإنجليزية)
- ميشيل ديلون على موقع اتحاد الترياتلون الدولي (الإنجليزية)
- ميشيل ديلون على موقع IAT Triathlon Database (الإنجليزية)
- ميشيل ديلون على موقع أوليمبيديا (الإنجليزية)
- ميشيل ديلون على موقع اتحاد ألعاب الكومنولث (مؤرشف) (الإنجليزية)
- ميشيل ديلون على موقع اتحاد ألعاب الكومنولث (مؤرشف) (الإنجليزية)